# Всички на сърф
„Всички на сърф“ (на английски: Surf's Up) е американска компютърна анимация от 2007 г., продуциран от „Сони Пикчърс Анимейшън“. Режисиран е от Аш Бранън и Крис Бък, а озвучаващия състав се състои от Шая Лебьоф, Джеф Бриджис, Зоуи Дешанел, Джон Хедър, Марио Кантоне, Джеймс Уудс и Дийдрик Бейдър. Той е пародия на документалните филми за сърф, като The Endless Summer и Riding Giants, с частите от сюжета, които пародират North Shore. Сърфистите Кели Слейтър и Роб Макадо имат винетки като техните пингвински двойници.
Премиерата на филма на 8 юни 2007 г. от „Сони Пикчърс Релийзинг“ чрез „Кълъмбия Пикчърс“, и получава генерално позитивни отзиви от критиката, с похвала на анимацията и хумора. Филмът печели 152 млн. долара по време на прожекциите срещу бюджет от 100 млн. долара. Номиниран е за най-добър пълнометражен анимационен филм на 80-тата церемония на наградите „Оскар“, но губи от „Рататуи“ на Дисни и Пиксар.
Другият филм, озаглавен „Surf's Up 2: WaveMania“ (2017) е издаден директно на видео в Съединените щати на 17 януари 2017 г. и по кината в различни страни.

## Актьорски състав
- Шая Лебьоф – Коуди Маверик
- Джеф Бриджис – Зийк „Биг Зи/Кекав“ Топанга
- Зоуи Дешанел – Лени
- Джон Хедър – Чикън Джо
- Марио Кантоне – Майки Абромовиц
- Джеймс Уудс – Реджи Белафонте
- Дийдрик Бейдър – Танк „Убиеца“ Еванс
- Дейна Белбен – Една Маверик, майка на Коуди
- Брайън Посен – Глен Маверик, брат на Коуди
- Кели Слейтър – пингвинската версия на себе си
- Роб Макадо – пингвинската версия на себе си
- Аш Бранън – Себе си
- Крис Бък – Себе си
- Сал Максекела – Себе си
- Райдър Бък – Арнолд
- Рийс Елоу – Кейт
- Джак П. Ранджо – Смъдж
- Мади Тейлър – Иван, морски таралеж

## Музика

### Саундтрак
Саундтракът на филма е пуснат на 5 юни 2007 г. и съдържа 14 песни от официалния филмов саундтрак на Сони.
| 1.    | Reggae Got Soul                      | 3:09 |
| 2.    | Drive                                | 3:52 |
| 3.    | Stand Tall                           | 3:11 |
| 4.    | Lose Myself                          | 4:35 |
| 5.    | Just Say Yes                         | 3:40 |
| 6.    | Forrowest                            | 4:44 |
| 7.    | Pocket Full of Stars                 | 3:32 |
| 8.    | Into Yesterday                       | 4:11 |
| 9.    | Big Wave                             | 2:57 |
| 10.   | Wipe Out                             | 1:41 |
| 11.   | Run Home (Instrumental)              | 3:37 |
| 12.   | What I Like About You                | 2:57 |
| 13.   | You Get What You Give                | 4:57 |
| 14.   | Hawaiian War Chant (Ta-Hu-Wa-Hu-Wai) | 3:14 |
| 50:17 |                                      |      |

## Награди и номинации
| Награда                              | Категория                                | Номиниран(и)                             | Резултат(и) |
| ------------------------------------ | ---------------------------------------- | ---------------------------------------- | ----------- |
| Награди на филмовата академия на САЩ | Най-добър пълнометражен анимационен филм | Най-добър пълнометражен анимационен филм | номинация   |

## В България
В България филмът е пуснат по кината на 6 юли 2007 г. от „Александра Филмс“.
На 6 декември 2017 г. е издаден на DVD от „Прооптики България“.
През 2008 г. е излъчен за първи път по HBO.
През юни 2013 г. се излъчва по каналите на БТВ Медиа Груп.

### Синхронен дублаж
| Роля            | Изпълнител |
| --------------- | --- |
| Коуди Маверик   | Деян Ангелов |
| Биг Зи          | Георги Тодоров |
| Лени            | Елена Бозова |
| Чикън Джо       | Христо Бонин |
| Реджи Белафонте | Стоян Алексиев |
| Танк Еванс      | Петър Върбанов |
| Майк Абромовиц  | Живко Джуранов |
| Глен Маверик    | Ненчо Балабанов |
| Една Маверик    | Таня Михайлова |
| Иван            | Николай Пърлев |
| Сал Максекела   | Мариан Маринов |
| Кели Слейтър    | Анатолий Божинов |
| Роб Макадо      | Тодор Георгиев |
| Други гласове   | Анна-Мария Върбани Весела Мусорлиева Ива Вълкова Борислав Божилов Виктор Харалампиев Георги Стоянов Ивайло Драгиев Пламен Чернев Радослав Рачев Теодор Петелов Цветан Ватев |

| Обработка           | Александра Аудио |
| ------------------- | ---------------- |
| Режисьор на дублажа | Петър Върбанов   |
| Превод и адаптация  | Христо Христов   |